# Grupa generała Jana Wroczyńskiego
Grupa generała Jana Wroczyńskiego – związek taktyczny Wojska Polskiego z okresu wojny polsko-bolszewickiej.

## Struktura organizacyjna
Skład w sierpniu 1920:
- dowództwo grupy
- grupa płk Błeszczyńskiego
- 8 Brygada Jazdy
- grupa płk. Kopy
- grupa płk. Woszczatyńskiego

Razem w stanie bojowym Grupa liczyła 144 oficerów, 7254 „bagnety” i 2271 „szabel”, posiadała 81 karabinów maszynowych i 33 działa.